# Uchi no Kaisha no Chīsai Senpai no Hanashi
Uchi no Kaisha no Chīsai Senpai no Hanashi (うちの会社の小さい先輩の話?  lit. Historia de una pequeña senpai en mi empresa), también conocida como My Tiny Senpai en inglés, es una serie de manga japonés escrito e ilustrado por Saisō. Se ha serializado en el sitio web Storia Dash de Takeshobo desde el 3 de abril de 2020, con sus capítulos recopilados en cinco volúmenes tankōbon hasta el momento. Una adaptación de la serie a anime producido por el estudio Project No.9 se estrenó el 2 de julio de 2023 en el bloque NUMAnimation de TV Asahi.

## Argumento
Takuma Shinozaki es un oficinista que recibe la tutela de una bella y joven llamada Shiori Katase. Como su senpai, le gusta mimarlo para que se sienta lo más relajado posible. Enamorado de Katase, Shinozaki espera que el tiempo que pase con ella sea algo más que una simple cortesía profesional

## Personajes
Shiori Katase (片瀬 詩織里 Katase Shiori?)
 Seiyū: Hina Tachibana, Agustina Cirulnik (español latino)
La senpai de Shinozaki. Es una mujer pequeña pero tiene grandes pechos.
Takuma Shinozaki (篠崎 拓馬 Shinozaki Takuma?)
 Seiyū: Yūki Shin, Patricio Lago (español latino)
El protagonista de la serie. Es un nuevo empleado en una empresa que es designado en el mismo departamento que Katase. Es bueno para elogiar y pensar en sus kōhai.
Chinatsu Hayakawa (早川 千夏 Hayakawa Chinatsu?)
 Seiyū: Yumiri Hanamori, Alex Delint (español latino)
Una amiga de la infancia de Shinozaki.
Chihiro Akina (秋那 千尋 Akina Chihiro?)
 Seiyū: Nobunaga Shimazaki, Santiago Florentín (español latino)
Jefe del departamento al que pertenecen Shinozaki y los demás. Sin saberlo, está cerca de Shinozaki y Katase, observando los avances de su relación y escuchando sus intercambios de elogios.
Yutaka Shinozaki (篠崎 豊 Shinozaki Yutaka?)
 Seiyū: Mikako Komatsu

## Contenido de la obra

### Manga
Uchi no Kaisha no Chiisai Senpai no Hanashi es scrito e ilustrado por Saisō. Comenzó su serialización en el sitio web Storia Dash de Takeshobo el 3 de abril de 2020. Takeshobo recopila sus capítulos individuales en volúmenes tankōbon. El primer volumen se publicó el 30 de octubre de 2020, y hasta el momento se han lanzado cinco volúmenes.
| Volúmenes de manga publicados | Volúmenes de manga publicados | Volúmenes de manga publicados |
| Número                        | Fecha de publicación          | ISBN                          |
| ----------------------------- | ----------------------------- | ----------------------------- |
| 1                             | 30 de octubre de 2020         | ISBN 9784801971059            |
| 2                             | 27 de mayo de 2021            | ISBN 9784801973060            |
| 3                             | 30 de noviembre de 2021       | ISBN 9784801974760            |
| 4                             | 30 de abril de 2022           | ISBN 9784801976153            |
| 5                             | 17 de octubre de 2022         | ISBN 9784801978676            |
| 6                             | 17 de abril de 2023           | ISBN 9784801980099            |

### Anime
El 17 de octubre de 2022 se anunció una adaptación de la serie a anime. Es producido por el estudio Project No.9 y dirigido por Mitsutoshi Satō, con guiones escritos por Keiichirō Ōchi, Yasuko Aoki y Satoru Sugizawa, diseños de personajes a cargo de Hayato Hashiguchi y Hiromi Ogata, y música compuesta por Sumika Horiguchi. La serie se estrenó el 2 de julio de 2023 en el bloque NUMAnimation de TV Asahi. El tema de apertura es «Honey» de Tōya Kobayashi, mientras que el tema de cierre es «Sugar» de YU-KA. Crunchyroll obtuvo la licencia de la serie fuera de Asia.
El 21 de junio de 2023, Crunchyroll anunció que la serie había recibido un doblaje en español latino, la cual se estrenó el 22 de julio.

## Recepción
En 2020, el manga ocupó el puesto 11 en el Next Manga Award en la categoría de manga web.